# 92 هـ
92 هـ هي سنة في التقويم الهجري امتدت مقابلةً في التقويم الميلادي بين سنتي 710 و711.

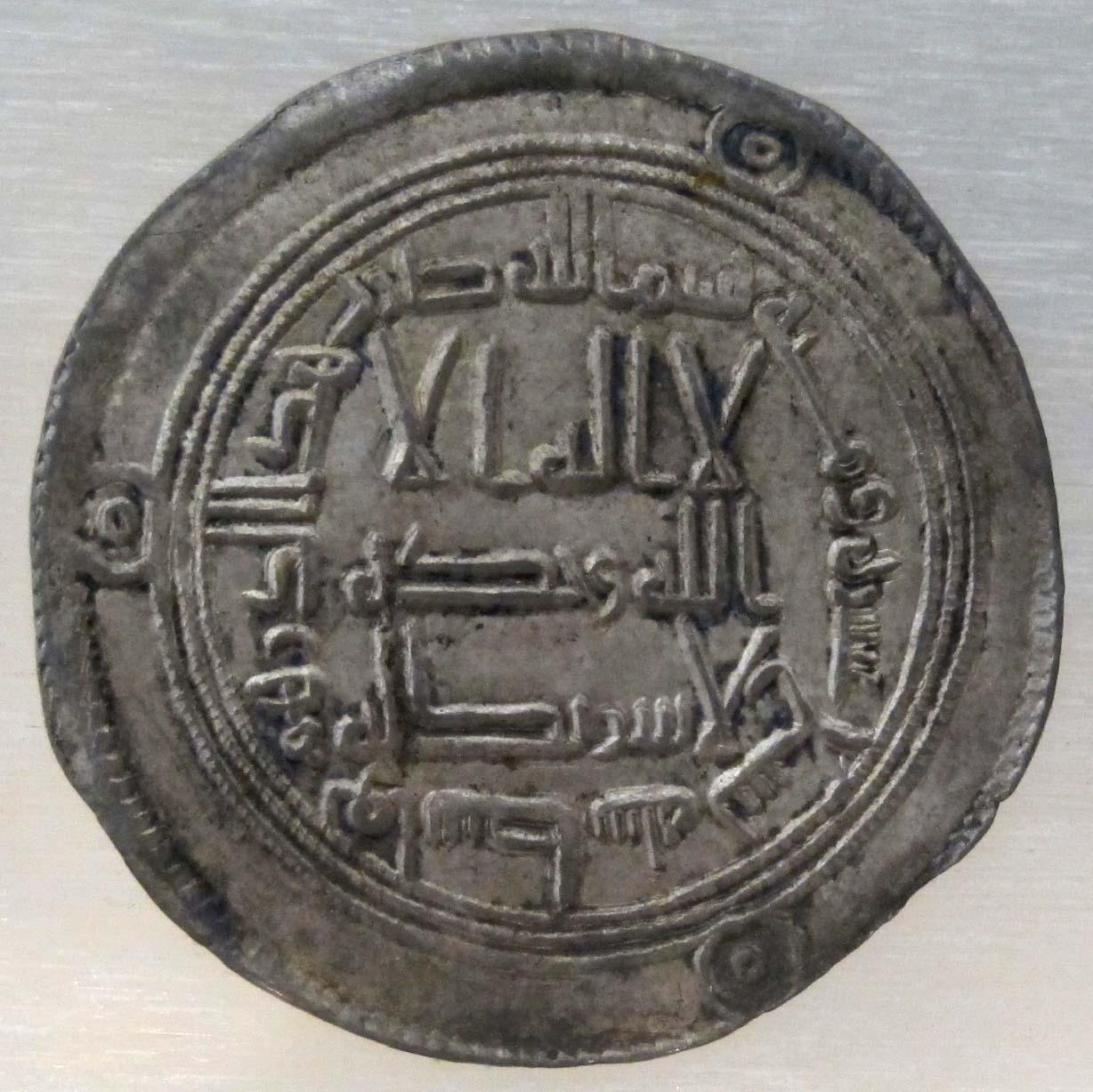
درهم أموي في عهد هشام بن عبد الملك

## أحداث
- رمضان - فتح الاندلس على يد طارق بن زياد.

-وقعت معركة وادي لكة أو معركة شذون في 28 رمضان 92 هـ/19 يوليو 711 م بين قوات الدولة الأموية بقيادة طارق بن زياد وجيش القوط الغربيين بقيادة الملك رودريك الذي يعرف في المصادر الإسلامية باسم لذريق. انتصر الأمويون في تلك المعركة انتصارًا ساحقًا أدى لسقوط دولة القوط الغربيين، وبالتالي سقوط معظم أراضي شبه الجزيرة الأيبيرية تحت سيطرة الأمويين.

## وفيات
- طويس
- مالك بن أوس بن الحدثان